# Броніславе
Броніславе (пол. Bronisławie) — село в Польщі, у гміні Ойжень Цехановського повіту Мазовецького воєводства.
Населення — 139 осіб (2011).
У 1975-1998 роках село належало до Цехановського воєводства.

## Демографія
Демографічна структура станом на 31 березня 2011 року:
|          | Загалом | Допрацездатний вік | Працездатний вік | Постпрацездатний вік |
| -------- | ------- | ------------------ | ---------------- | -------------------- |
| Чоловіки | 66      | 13                 | 45               | 8                    |
| Жінки    | 73      | 11                 | 48               | 14                   |
| Разом    | 139     | 24                 | 93               | 22                   |